# Lasionycta sedilis
Lasionycta sedilis là một loài bướm đêm trong họ Noctuidae.